# Городское поселение город Бирск
Городско́е поселе́ние город Бирск — муниципальное образование в Бирском районе Башкортостана Российской Федерации.
Административный центр — город Бирск.

## История
Статус и границы городского поселения установлены Законом Республики Башкортостан от 17 декабря 2004 года № 126-З «О границах, статусе и административных центрах муниципальных образований в Республике Башкортостан».

## Население
| 2009    | 2010    | 2012    | 2013    | 2014    | 2015    | 2016    |
| ------- | ------- | ------- | ------- | ------- | ------- | ------- |
| 43 950  | ↘43 572 | ↗44 851 | ↗45 665 | ↗46 584 | ↗47 453 | ↗48 020 |
| 2017    |         |         |         |         |         |         |
| ↗48 235 |         |         |         |         |         |         |

### Языковой состав
Согласно Всероссийской переписи населения 2010 года родными языками населения являлись: русский — 60,2 %, татарский — 18,9 %, марийский — 11,1 %, башкирский — 8,4 %.

## Состав городского поселения
| № | Населённый пункт | Тип населённого пункта        | Население |
| - | ---------------- | ----------------------------- | --------- |
| 1 | Бирск            | город, административный центр | ↘44 611   |
| 2 | Пономарёвка      | село                          | 1852      |
| 3 | Никольский       | деревня                       | 85        |